# Vasilij Trofimovič Narežnyj
Vasilij Trofimovič Narežnyj (in russo Василий Трофимович Нарежный?; Ustivic, 1780 – San Pietroburgo, 1825) è stato uno scrittore e drammaturgo russo, nato in Ucraina.

## Biografia
Narežnyj nacque a Ustivic, nell'oblast' di Poltava, trascorse l'infanzia in Ucraina, e questo periodo si rifletterà nei suoi scritti successivi.
La sua carriera scolastica culminò con la frequentazione, dal 1792, del ginnasio dell'Università di Mosca, e in seguito lavorò come impiegato statale, prima in Georgia e poi a San Pietroburgo.
Scrisse racconti e romanzi satirici, ispirato da Alain-René Lesage, nei quali diede una descrizione straordinaria dei suoi contemporanei, in particolare dei signori, evidenziando i loro difetti, il dispotismo, la pigrizia, il parassitismo, che ebbero una grande influenza su Nikolaj Vasil'evič Gogol'.
Narežnyj non ottenne immediatamente il successo, dato che le sue prime opere aderivano ancora allo stile sentimentalistico della fine del XVIII secolo, ma i successivi romanzi, scritti tra il 1810 e il 1824, si caratterizzarono per essere precursori delle opere d'usi e costumi accusatorio in stile realistico.
I suoi romanzi, tra i quali Un Gil Blas russo (Rossijskij Žilblaz, 1814), su alcune fonti il titolo è Un Gil Blas russo e le avventure del principe Gavrila Simonovič Čistjakov (Rossijskij Žilblaz ili pochoždenija knjazja Gavrily Simonoviča Čistjakova), incentrato sulle condizioni della società russa a cavallo tra il XVIII secolo e il XIX secolo; Aristiona o la rieducazione (Aristiona ili perevospitanie, 1812); Il seminarista (Bursak, 1814); I due Ivan (Dva Ivana, 1825); nonostante ancora qualche caratteristica residua settecentesca, quali il gusto  per l'avventuroso, il picaresco e il didattico, difatti anticiparono il realismo russo.
Risultò più preponderante il realismo nel racconto I due Ivan, che ispirò il racconto Storia del litigio tra Ivàn Ivànovič e Ivàn Nikìforovič (1834) di Gogol', il quale si richiamò nel racconto il Vij (1833-1835) ai tipi descritti da Narežnyj ne Il seminarista.
Si dimostrarono meno significativi, rispetto alle opere precedenti, i racconti Sere slave (Slavenskie večera), basati su un'ispirazione tratta dal Canto della schiera di Igor' e dai Canti di Ossian, che però alla loro pubblicazione ottennero un grande successo.
Per quanto riguarda l'importanza e l'influenza delle opere di Narežnyj sugli scrittori delle generazioni seguenti, si deve sottolineare che Un Gil Blas russo fu censurato dal Ministero della Pubblica Istruzione subito dopo la sua pubblicazione e l'intera opera fu data alle stampe per la prima volta nel 1938.

## Opere
- Un Gil Blas russo (Rossijskij Žilblaz, 1814);
- Aristiona o la rieducazione (Aristiona ili perevospitanie, 1812);
- Il seminarista (Bursak, 1814);
- I due Ivan (Dva Ivana, 1825);
- Sere slave (Slavenskie večera).